# フライングボックス
株式会社フライングボックス（Flying Box Co.Ltd.）は、東京都千代田区にオフィスを構える日本の芸能プロダクションである。1975年に設立。関連会社は多数のファッションモデルが所属するナウファッションエージェンシー。2019年7月にナウファッションエージェンシーと合併し、社名がN・F・Bに変わる。

## 所属俳優・女優・タレント
- 小島聖
- 銀粉蝶
- 小野ゆり子
- 若葉竜也
- 大鶴佐助
- 織田梨沙
- 湯川ひな
- 上野鈴華
- ほのか有泉
- 春原愛良
- 大場みなみ
- 福本雄樹
- チャン・ツィイー（日本国内のマネージメント契約）
- スヨン（日本国内のマネージメント契約）
- Tomuya